# Arnaldur Indriðason
Arnaldur Indriðason (født 28. januar 1961 i Reykjavík) er en islandsk krimiforfatter.
Arnaldur arbejdede 1981-82 som journalist på Morgunblaðið. Derefter ernærede han sig som freelanceskribent, og var 1986-2001 tilknyttet Morgunblaðið som filmanmelder. Arnaldur tog i 1996 en bachelorgrad i historie ved Háskóli Íslands. Siden 2001 har han været fuldtidsforfatter. Hans bøger er udgivet i 26 lande og oversat til 24 sprog. 

## Forfatterskab
Arnaldur debuterede med kriminalromanen Synir duftsins i 1997. Arnaldur har toppet bestseller-listerne på Island gennem mange år, hans bøger er udgivet i en snes lande, heraf ni romaner fra serien om kriminalkommissær Erlendur Sveinsson på dansk. Han har modtaget en lang række priser. I 2005 modtog han den prestigefulde Gold Dagger Award fra den britiske Crime Writers' Association.

### Erlendur-serien
- Synir duftsins (1997)
- Dauðarósir (1998)
- Mýrin (Nordmosen), 2000
- Grafarþögn (Tavs som graven) (2001)
- Röddin (Stemmen) (2002)
- Kleifarvatn (Manden i søen), 2004
- Vetrarborgin (Vinterbyen), 2005
- Harðskafi (Nedkøling) (2007]
- Myrká (Mørke Strømme) (2008)
- Svörtuloft (Faldet) (2009)
- Furðustrandir (Ukendte kyster) (2010)

#### Unge Erlendur
- Einvígið (2011)
- Reykjavíkurnætur (2012)
- Kamp Knox (2015)

### Øvrige romaner
- Napóleonsskjölin (1999)
- Leyndardómar Reykjavíkur 2000 (2000) (kollektivroman, et kapitel)
- Bettý (2003)
- Konungsbók (2006)
- Skuggasund (2013)
- Þýska húsið  (2015)

### Filmmanuskript
Reykjavík-Rotterdam (medforfatter, 2008)

## Priser og udmærkelser
- Glasnøglen 2002, for Mýrin
- Glasnøglen 2003, for Grafarþögn
- Martin Beck prisen 2005, for Änglarösten (Röddin)
- The Gold Dagger 2005, for Silence of the Grave (Grafarþögn)
- Grand Prix de Littérature Policière 2007, for La Voix (Röddin)
- The Barry Award for bedste kriminalroman 2009, for The Draining Lake (Kleifarvatn)